# Toyota TF110
A Toyota TF110 egy sosem versenyzett Formula–1-es versenyautó, amelyet a Toyota F1 tervezett a 2010-es Formula–1 világbajnokságra. Két kasztnit gyártottak le belőle, mielőtt a Toyota bejelentette volna 2009 végén, hogy kiszáll a sportágból. Az egyik kasztnit a korábbi csapatfőnök, John Howett összetört, míg a másikat egy bejárató tesztelésen is kipróbálták. Az autót több csapat is megpróbálta megszerezni, illetve különféle legendák is keletkeztek a valószínűsített versenyképessége terén.

## A teszt
Nem tudni, hogy a 2010-es év többi versenyautójához képest ténylegesen milyen erővel bírt volna. A Williams korábbi pilótája Nakadzsima Kazuki vezethette Kölnben egy tesztpályán, ő azt mondta, hogy az autón megtalálható volt egy, az F-csatornára hasonlító megoldás, a "legextrémebb kivitelezésű diffúzor, amit valaha is látott", és egy hasmagasság-igazító rendszer.

## A Pirelli érdeklődése
A Pirelli már kizárólagos szerződéssel rendelkezett arra nézve, hogy 2011-től ő szállítsa a gumiabroncsokat, így kézenfekvőnek tűnt, hogy egy régi vagy egyáltalán nem is versenyzett autón tesztelhesse azokat. Eredetileg egy BMW Sauber kasztniban gondolkodtak, majd ezt követően esett a választás a Toyotára, ugyanis a TF110-es használatával egyetlen csapat se került volna az eredmények ismeretében előnybe. Végül nem ezt, hanem a TF109-est vették igénybe, Nick Heidfelddel a volánnál.

## Kísérlet a megvásárlására
Több csapat is megkísérelte megvenni a kasztnit. A legelső jelentkező a szerb honosságú Stefan GP volt, amely Zoran Stefanović vezetésével felvásárolta a Toyota hátrahagyott szellemi tulajdonát. Terveik szerint 2010-ben önálló csapatként indultak volna ezzel az autóval. Az egyiket vörösre festették, és 2010. február 19-én be is indították. Február 25-én már tesztet is terveztek vele, függetlenül attól, hogy a nevezésüket befogadják-e vagy sem. A tesztre Portimaóban került volna sor, ismét Nakadzsimával a volánnál, de erre nem került sor, részben az elutasított nevezés miatt, részben pedig azért, mert a Bridgestone nem adott gumikat a csapatnak.
Ezután a Hispania Racing, amely már a Formula–1 szereplője volt, kezdett el érdeklődni a kasztni iránt, miután megszakadtak az ő autóikat gyártó Dallarával a kapcsolatok. Jose Ramon Carabante csapatfőnök többször is járt Kölnben, de nem sikerült az üzletet nyélbe ütni. Az olasz Durango csapat is szeretett volna nevezni a Formula–1-be 2011-ben, ugyancsak ezen autók megvásárlásával, de az ő nevezésüket be sem fogadták, így ez annyiban maradt.

## Forráshivatkozások
1. ↑  AC: Hispania wants the Toyota TF110. (Hozzáférés: 2023. november 8.)
2. ↑  scarbsf1: Toyota TF110 – Full report in Racecar Engineering Magazine (angol nyelven). Scarbsf1's Blog, 2010. május 22. (Hozzáférés: 2023. november 8.)
3. ↑  Collantine, Keith: Unraced Toyota TF110 with "extreme" diffuser driven by Kazuki Nakajima (brit angol nyelven). RaceFans, 2010. május 21. (Hozzáférés: 2023. november 8.)
4. ↑  Stefan GP sign Toyota deal (angol nyelven). Sky Sports. (Hozzáférés: 2023. november 8.)
5. ↑  http://www.autosport.com/news/report.php/id/81593&type=news&id=81593
6. ↑  Oops… Looks like something went wrong! This page does not exist or has been moved.. www.espncricinfo.com. (Hozzáférés: 2023. november 8.)
7. ↑  Collantine, Keith: The missing 2010 F1 car: Stefan GP's Toyota TF110 (brit angol nyelven). RaceFans, 2011. január 5. (Hozzáférés: 2023. november 8.)
8. ↑  Panzariu, Ovidiu: Hispania Racing Target Toyota's TF110 for 2010? (angol nyelven). autoevolution, 2010. május 28. (Hozzáférés: 2023. november 8.)
9. ↑  https://web.archive.org/web/20110710220311/https://www.f1sa.com/index.php?option=com_content&view=article&id=22293:f1--durango-considering-toyota-tf110-car-for-2011-formula-1-fia-entry-bid&catid=1:f1&Itemid=157